# Cezar Rodrigues Campos

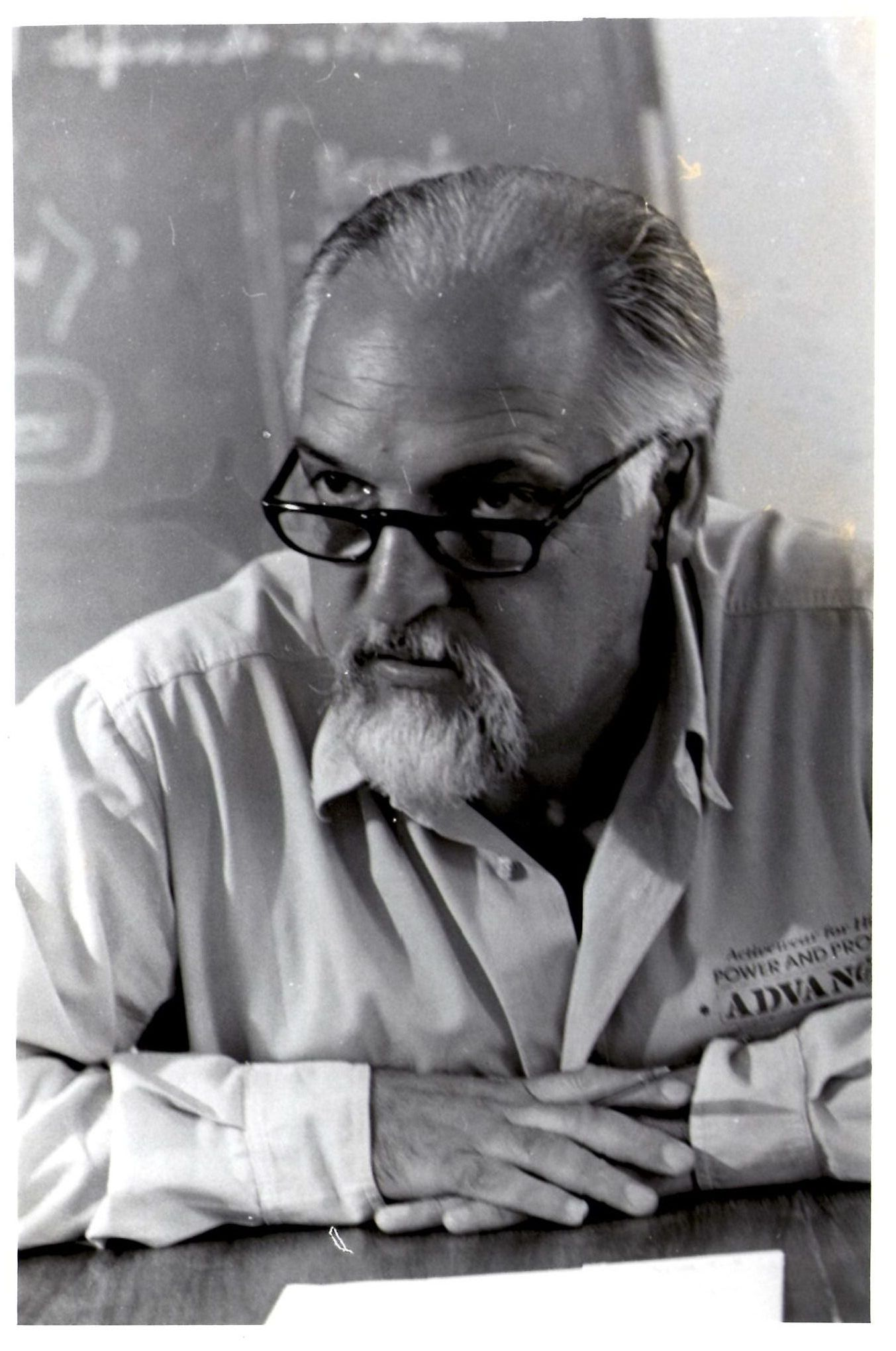
Cezar Rodrigues Campos – Importante liderança na Reforma Psiquiátrica mineira

Cezar Rodrigues Campos (São Sebastião do Paraíso, 15 de março de 1940 - 24 de março de 1999) foi um psiquiatra brasileiro, importante liderança do Movimento de Luta Antimanicomial, construtor da Reforma Psiquiátrica brasileira e, entre outros cargos de gestão pública, Secretário Municipal de Saúde de Belo Horizonte. Formou-se em Medicina no ano de 1966, na Universidade Federal de Minas Gerais.

## Trajetória
Já em 1968, inicia articulações com as associações nacionais de psiquiatria, sendo membro da Associação Brasileira de Psiquiatria e da Associação Mundial de Psiquiatria, e também é um dos fundadores da Associação Mineira de Psiquiatria.
Durante as décadas de 60 e 80, Cezar atuou,  principalmente, no Hospital Galba Velloso. Nos anos sessenta, participou da iniciativa de comunidade terapêutica desenvolvida neste hospital e que foi interrompida no final da década. Já entre 1984 e 1985 ocupou o cargo de diretor do Hospital Galba Velloso, onde procurou implantar importantes reformas.
Entre os anos de 1967 a 1970, Cezar participou também da constituição de experiência de comunidade terapêutica e, posteriormente, Residência Psiquiátrica, no Hospital Espírita André Luís (HEAL).
A partir dos anos 70, trabalhou no Hospital Psiquiátricos Instituto Raul Soares (IRS), sendo também preceptor, durante as décadas de 70 e 80, da Residência em Psiquiatria, onde se destaca seu trabalho com a disciplina de Psiquiatria Social. Neste contexto, Cezar foi o principal organizador do III Congresso Mineiro de Psiquiatria, durante os dias 15 a 21 de novembro de 1979,  trazendo o psiquiatra italiano Franco Basaglia e o psicanalista francês Robert Castel como destaques. Este evento foi um marco de grande relevância para as transformações da política da assistência à Saúde Mental nacional (ASSOCIAÇÃO MINEIRA DE PSIQUIATRIA, 1979, p. 1) e para a articulação da luta antimanicomial mineira e brasileira. Foi nele que ocorreu a apresentação do conhecido curta metragem "Em Nome da Razão", de Helvécio Ratton (1979), que retratou o estado desumano que se encontravam os internos do Hospital Colônia de Barbacena. Na mesma época, foram publicadas uma série de reportagens de Hiram Firmino no Jornal Estado de Minas, que gerou o livro “Nos porões da Loucura”, em 1982.
Entre julho de 1986 a março de 1987, Cezar foi superintendente da Fundação Hospitalar do Estado de Minas Gerais (FHEMIG) e, até o ano de 1993, Coordenador de Saúde Mental da Fundação.
Durante os anos de 1987 e 1988, Cezar lecionou na Escola de Saúde Pública de Minas Gerais (ESP), no primeiro curso mineiro de Especialização em Saúde Mental. Lecionou as disciplinas de Psicopatologia (1987) e Clínica em Saúde Mental (1987 e 1988). Durante o período em que trabalhou na Escola de Saúde Pública de Minas Gerais, este psiquiatra discutia os problemas encontrados nos Serviços de Saúde Mental procurando formar profissionais críticos com relação à situação da assistência psiquiátrica.
Desde 1987, Cezar participou, como ativista, do Movimento de Luta Antimanicomial e da constituição do Fórum Mineiro de Saúde Mental.
No ano de 1993, Cezar tornou-se Secretário de Saúde da Prefeitura de Belo Horizonte, permanecendo neste cargo até 1996. Implantou, ao longo desse período, os primeiros serviços de saúde mental substitutivos aos hospitais psiquiátricos de Minas Gerais (CERSAMs - Centros de Referência em Saúde Mental - precursosres dos CAPs - e Centros de Convivência). Trabalhou também na elaboração da Lei Estadual 11.802 (Lei Carlão), de 18 de janeiro de 1995, que dispõe sobre a promoção de saúde e a reintegração social do portador de sofrimento mental.
A Câmara Municipal de Belo Horizonte concedeu o título de Cidadão Honorário a Cezar Rodrigues Campos, após seu falecimento, reconhecendo sua contribuição para a cidade de Belo Horizonte, em 20 de novembro de 1999.
A Reforma Psiquiátrica mineira e Cezar Rodrigues Campos: uma história a ser desvelada
CEZAR RODRIGUES CAMPOS: DE PSIQUIATRA A MILITANTE DA REFORMA